# ムラマツテツヤ
ムラマツ テツヤ（本名：村松 哲也、1968年4月23日 - ）は、日本のソングライター、編曲家。神奈川県・横浜市出身。

## 主な作品・ディスコグラフィー
- SEXY MATES「鏡の中のイヴ」（作曲 1993年）
- BoA 「Share your heart（with me）」（作曲 2002年）
- 福田沙紀
  - 「花束を下さい」（作曲 2005年）
  - 「青いバトン」
- 鈴木亜美 「ハレもよう。」（作曲 2006年）
- 轟轟戦隊ボウケンジャー　間宮菜月 / ボウケンイエロー（中村知世）「ひみつのたからもの」　(作曲、編曲、補作詞　2006年)
- 轟轟戦隊ボウケンジャー　西堀さくら / ボウケンピンク（末永遥）　「さくら」　(作曲、編曲　2006年)
- 獣拳戦隊ゲキレンジャー　 宇崎ラン / ゲキイエロー　(福井未菜)　「Run」（作曲、編曲　2007年)
- Buono!(Berryz工房　嗣永桃子、Berryz工房　夏焼雅、、℃-ute鈴木愛理)
  - 「こころのたまご」（作曲 2007年）
  - 「ガチンコでいこう!」（作曲 2008年）
  - 「Blue Sky Blue」（作曲 2008年）
- 玉木宏 「踊ろうよ」（作詞・作曲 2008年）
- 島谷ひとみ 「stay with me」（作詞・作曲 2009年）
- ノースリーブス (AKB48)「キスの流星」（作曲 2009年）
- マユミーヌ 「泣いたり 笑ったり」（作曲 2010年）
- 渡り廊下走り隊 (AKB48)「柊の通学路」（作曲 2010年）
- 渡辺麻友(渡り廊下走り隊)(AKB48)「やさしくさせて」（作曲 2010年）
- バニラビーンズ
  - 「Summer vacation」（作曲 2011年）
  - 「イェス？ノゥ？」　(作曲　2012年)
- リュ・シウォン
  - 「LIMIT」（作詞・作曲・編曲 2010年）
  - 「君がいた季節」（作詞・作曲・編曲 2010年）
  - 「あの日のリグレット」（作詞・作曲・編曲 2012年）
  - 「Fragrant Olive」（作詞・作曲・編曲 2012年）
- ドクモカフェ音楽部「Jewel Box」（プロデュース 2013年）